# Pony Ride (Bobbejaanland)
Pony Ride is een paardenbaan in het Belgische attractiepark Bobbejaanland en staat in het themagebied Desperado City.
De attractie is gebouwd in opdracht van de familie Schoepen door Zierer. De attractie opende in 2002 na sluiting van Paardjesbaan.
Pony Ride is enkel toegankelijk voor kinderen. Er is geen minimum leeftijd maar als een kind kleiner dan 110 cm is, kan die wel begeleid worden door een volwassene. Wie groter is dan 150 cm, krijgt geen toegang tot de attractie. Deze paardenbaan staat achteraan in het park bij het Cowboy Dorp, onder de Horse Pedalo. Het parcours is in een groene omgeving.

## Paarden
Elk paard van de attractie heeft zijn eigen naam. Bovendien hebben de zes paarden echte lederen teugels en zijn ze voorzien van echte hoefijzers. Elk paard is ook voorzien van zijn eigen brandmerk.
Afbeeldingen